# Zeissov planetarij (Bochum)
Zeissov planetarij, službeno Zeiss Planetarium Bochum je zvjezdarnica u Bochumu, u ulici Castroper. Izgrađena je 1964. prema planovima Karl-Heinz Schwarza, voditelja građevinskog odjela 1962. – 1964., i od tada je najmoderniji objekt takve vrste u svijetu. Pod kupolom promjera 20 m može se smjestiti 260 ljudi.
4. svibnja 2010. zvjezdarnica je ponovno otvorena nakon 4 mjeseca temeljitog rekonstruiranja. Zvjezdarnica ima cjelovitu projekciju (Full-Dome) na kupoli. Također nebo se može projicirati u 3D-u uz glazbu Bochumskog simfonijskog orkestra. Planetarij u snima emisije o kretanju zvijezda i nebeskih tijela te ih projicira posjetiteljima.
Zvjezdarnica zbog velikoga projektora može poslužiti kao mala kinodvorana za prijenos koncerata ili događaja, a ima i Klub ljubitelja planetarija koji financijski podupire rad planetarija. Školarci i studenti imaju besplatan pristup planetariju. 